# Catalogusbouw
Aan catalogusbouw wordt gedaan door aannemers die een of meer typen standaardwoningen op de markt aanbieden. De opdrachtgever stelt doorgaans een bouwkavel ter beschikking, kiest een van de woningtypen uit de catalogus en de aannemer neemt verder het bouwproces voor zijn rekening, inclusief het regelen van benodigde vergunningen. Doorgaans is de woning niet puur standaard, maar zijn er nog tal van aanpassingen op het basisstramien mogelijk, zoals een dakkapel, een serre of een iets andere kamerindeling. Op deze manier worden veel onzekerheden, denk aan budgetoverschrijdingen, en verantwoordelijkheden, bij eigen aansturing, bij voorbaat geëlimineerd. Sinds 2000 bevordert de overheid het zg. particulier opdrachtgeverschap in de bouw, met name op Vinex-locaties, maar ook elders. Dat heeft ertoe bijgedragen dat catalogusbouw op de bouwmarkt is opgerukt en de resultaten daarvan nu vooral zichtbaar zijn in stads- en dorpsranden en op het platteland.
In architectuurkringen is catalogusbouw niet onomstreden en als aanduiding soms zelfs een pejoratief. Kritiek is er op fantasieloosheid, bekrompen nostalgie, valse historie en veroorzaken van witte schimmel. Zeker daar waar de catalogusbouw plompverloren en zonder respect voor de context plaatsvindt, bijvoorbeeld een boerderette die geparachuteerd lijkt te zijn in een wijk die overigens bestaat uit moderne bungalows.

## Typen in catalogusbouw
In het repertoire van de catalogusbouwers zijn een aantal vaak terugkerende typen woning te vinden, zoals
- notariswoning
- jarendertigwoning
- patriciërswoning
- parochiewoning
- landhuis
- boerderette